# Gruppo Autaret-Ovarda
Il gruppo Autaret-Ovarda è un massiccio montuoso che si trova in Piemonte e, per un breve tratto, in Savoia. Appartiene alla Catena Arnas-Ciamarella (e quindi alle Alpi di Lanzo e dell'Alta Moriana) nelle Alpi Graie.

## Caratteristiche
Il gruppo partendo dallo spartiacque principale si sviluppa verso est separando tra loro la Val d'Ala (a nord) dalla Valle di Viù, e si esaurisce nei pressi di Germagnano alla confluenza dei due solchi vallivi.
Al gruppo appartengono inoltre il tratto del confine italo-francese compreso tra il Colle d'Arnas e il colle dell'Autaret, che separa le Valli di Lanzo dalla Vanoise, nonché due brevi costoloni che si inoltrano uno in Valle dell'Arc (punta principale: Ouille de Favre), l'altro nella parte nord-occidentale della Valle di Viù (punta più nota: Monte Lera).
I due valichi sopra citati lo dividono rispettivamente dai vicini gruppi "Bessanese-Albaron" e "del Rocciamelone" (quest'ultimo nella Catena Rocciamelone-Charbonnel).
Ruotando in senso orario i limiti geografici sono: colle dell'Autaret  (3.071 m), torrent de la Lombarde, ruisseau d'Arnés, Colle d'Arnas (3.100 m), Stura di Ala, Stura di Lanzo, Stura di Viù, colle Autaret.
Idrograficamente la porzione italiana del gruppo fa parte del bacino della Stura di Lanzo mentre la parte francese, di estensione molto più limitata, ricade nel bacino dell'Arc.

## Classificazione
La SOIUSA definisce il Gruppo delle Levanne come gruppo alpino e vi attribuisce la seguente classificazione:
- Grande parte = Alpi Occidentali
- Grande settore = Alpi Nord-occidentali
- Sezione = Alpi Graie
- Sottosezione = Alpi di Lanzo e dell'Alta Moriana
- Supergruppo = Catena Arnas-Ciamarella
- Gruppo = Gruppo Autaret-Ovarda
- Codice =  I/B-7.I-B.4

## Suddivisione
La catena viene suddivisa in tre sottogruppi:
- Cresta Autaret-Lera-Arnas (a)
- Sottogruppo dell'Ovarda (b)
- Cresta Ciorneva-Montù-Marmottere (c)

I primi due sottogruppi sono separati tra loro dal Collarin d'Arnas (2.851 m), mentre il Passo Paschiet (2.435 m) separa tra loro il sottogruppo dell'Ovarda dalla cresta Ciorneva-Montù-Marmottere.

## Montagne principali

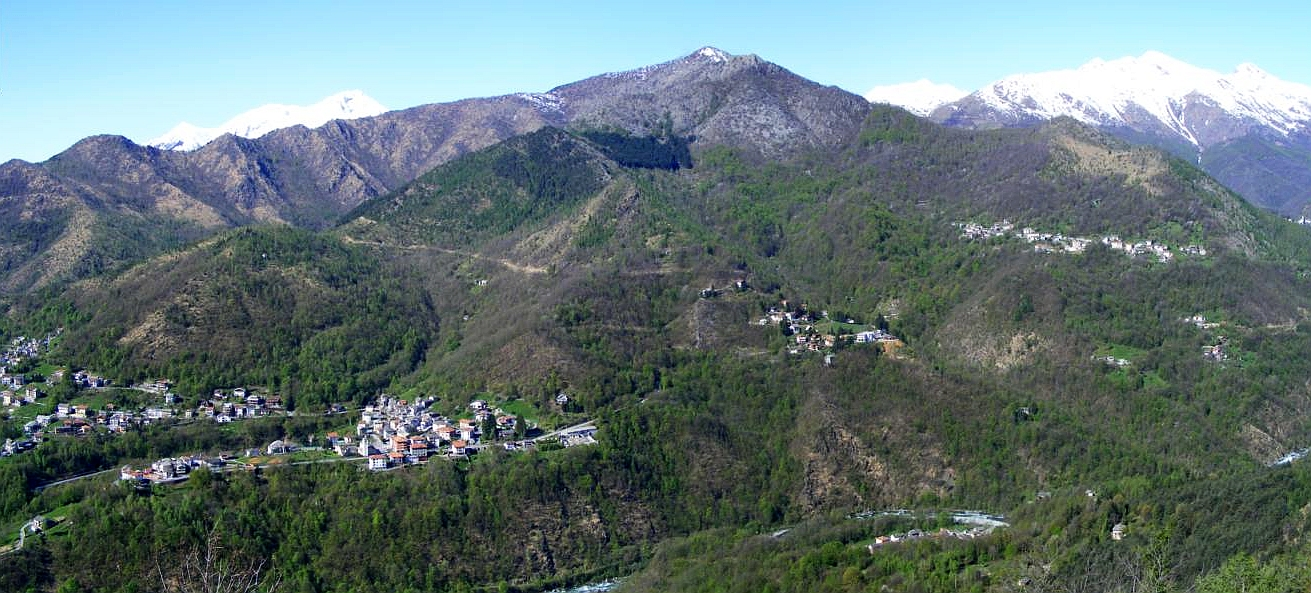
Il gruppo visto da nord-est

Le montagne principali del gruppo sono:
- Croce Rossa (fr:la Croix Rousse) - 3.566 m
- Punta d'Arnas (fr:Ouille d'Arbéron)- 3.560 m
- Ouille de Favre - 3.415 m
- Punta Valletta - 3.384  m
- Punta Sulè - 3.384 m
- Monte Lera - 3.355 m
- Punta Maria - 3.302  m
- Torre d'Ovarda - 3.075 m
- Cima Autour - 3.021  m
- Punta Fortino - 3.010  m
- Monte Rosso d'Ala - 2.763 m
- Monte Ciorneva - 2.920 m
- Cima Chiavesso - 2.823 m
- Punta Golai - 2.818 m
- Punta delle Serene - 2.643 m
- Rocca Tovo - 2.298 m
- Cima Montù - 2.248 m
- Rocca Moross - 2.135 m
- Monte Tumolera - 1.978 m
- Uia di Calcante - 1.614 m

## Rifugi alpini
Per favorire l'escursionismo e la salita alle vette esiste a nord del Monte Lera il rifugio Cibrario (2.616 m) e sul versante nord della Torre d'Ovarda si trova il bivacco Gandolfo (2.301 m), del CAI di Lanzo.
Alla base del versante francese del gruppo, alla confluenza tra il torrent de la Lombarde e il ruisseau d'Arnés, è invece presente il rifugio dell'Averole.

## Sport invernali

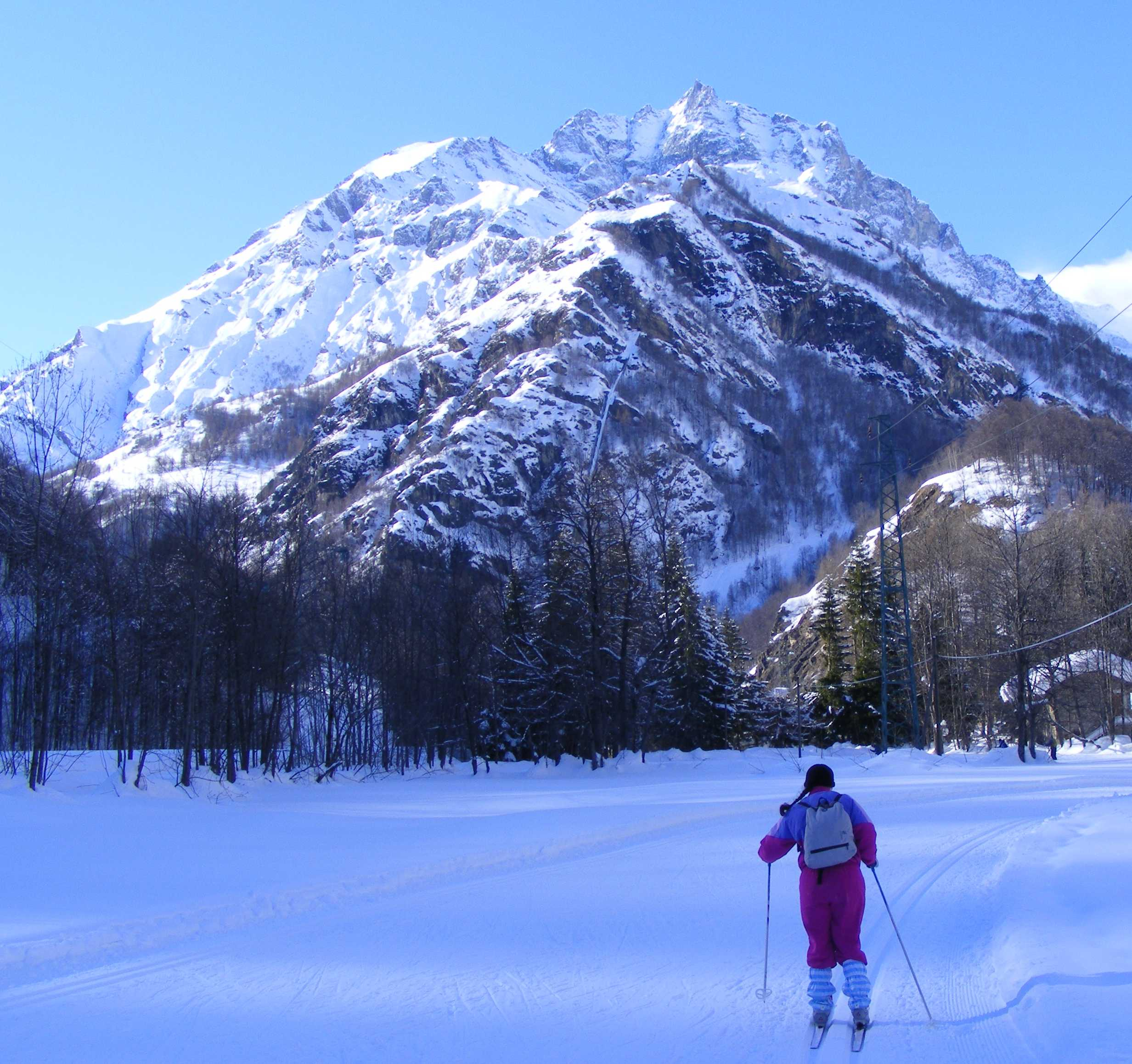
La pista di fondo di Usseglio

Nella parte settentrionale del gruppo, in comune di Ala di Stura, si trova una stazione sciistica in buona parte predisposta per l'innevamento artificiale. Tra Balme e il Pian della Mussa sono inoltre presenti piste per lo sci di fondo, sport che è possibile praticare anche a Usseglio.

## Protezione della natura
Il versante francese del gruppo ricade nel Parco nazionale della Vanoise. Sul lato piemontese la zona compresa tra il Pian della Mussa e lo spartiacque che delimita la Val d'Ala è inclusa nel Sito di Interesse Comunitario (SIC) della rete europea Natura 2000 "Pian della Mussa" (codice IT1110029).

### Cartografia
- Cartografia ufficiale italiana dell'Istituto Geografico Militare (IGM) in scala 1:25.000 e 1:100.000, consultabile on line
- Cartografia ufficiale francese dell'Institut géographique national (IGN), consultabile online Archiviato il 13 novembre 2007 in Internet Archive.
- Istituto Geografico Centrale - Carta dei sentieri e dei rifugi scala 1:50.000 n. 2 Valli di Lanzo e Moncenisio
- Istituto Geografico Centrale - Carta dei sentieri e dei rifugi scala 1:25.000 n.103 Alte Valli di Lanzo (Rocciamelone - Uja di Ciamarella - Le Levanne)
- Istituto Geografico Centrale - Carta dei sentieri e dei rifugi scala 1:25.000 n.110 Basse Valli di Lanzo (Lanzo - Viù - Chialamberto - Locana - Ciriè)